# Codice ATC H05
Il codice ATC H05 "Omeostasi del calcio" è un sottogruppo del sistema di classificazione Anatomico Terapeutico e Chimico, un sistema di codici alfanumerici sviluppato dall'OMS per la classificazione dei farmaci e altri prodotti medici. Il sottogruppo H05 fa parte del gruppo anatomico H, farmaci per il sistema endocrino.
Codici per uso veterinario (codici ATCvet) possono essere creati ponendo la lettera Q di fronte al codice ATC umano: QH05...
Numeri nazionali della classificazione ATC possono includere codici aggiuntivi non presenti in questa lista, che segue la versione OMS.

## H05A Ormoni paratiroidei ed analoghi

### H05AA Ormoni paratiroidei e analoghi
H05AA01 Estratto di ghiandola paratiroidea
H05AA02 Teriparatide
H05AA03 Ormone paratiroideo

## H05B Agenti anti-paratiroidei

### H05BA Preparazioni di [alcitonina
H05BA01 Calcitonina (sintetica di salmone)
H05BA02 Calcitonina (naturale di maiale)
H05BA03 Calcitonina (umana sintetica)
H05BA04 Elcatonina

### H05BX Altri agenti anti-paratiroidei
H05BX01 Cinacalcet
H05BX02 Paracalcitolo
H05BX03 Doxercalciferolo
H05BX04 Etelcalcetide